# 林葦茹
林葦茹（英語：Ruru Lin，1981年11月28日—），屬於凱渥模特兒經紀公司旗下的模特兒。2016年跨行當起設計師自創飾品品牌JERRUII。

## 演藝经历

### 节目主持
- 《台北红楼梦》（与王俐人、張本渝、王怡仁、夏喬共同主持，該節目現已经停播）

### 广告及活动
- 莎薇內衣、Bobson牛仔褲、Le Tea飲料代言人、杜蕾斯「戴套超有Fu 防爱滋超有心」

### 音乐录影带
- 潘美辰：《我可以為你擋死》
- 麻吉弟弟：《受不了》

### 電影
- 2013年 《大尾鱸鰻》 飾 年輕時三朵花 (二姨年輕時)